# You Want It Darker
| Recensione | Giudizio |
| ---------- | -------- |
| AllMusic   |          |

You Want It Darker è il quattordicesimo album in studio del cantautore canadese Leonard Cohen, pubblicato il 21 ottobre 2016.

## Il disco
Pubblicato 17 giorni prima della scomparsa dell'artista, l'album si focalizza attorno ai temi della morte e Dio. Il cantautore non riuscì a completare definitivamente l'album a causa di problemi cardiaci che lo costrinsero al riposo. Il lavoro venne però ultimato dal figlio, Adam. L'album ha ottenuto grande successo presso critica e pubblico.

## Tracce
Testi e musiche di Leonard Cohen.
1. You Want It Darker – 4:44
2. Treaty – 4:02
3. On the Level – 3:27
4. Leaving the Table – 3:47
5. If I Didn't Have Your Love – 3:35
6. Traveling Light – 4:22
7. It Seemed the Better Way – 4:21
8. Steer Your Way – 4:23
9. String Reprise / Treaty – 3:26

## Formazione
- Leonard Cohen – voce
- Bill Bottrell – chitarre
- Michael Chaves – tastiere, basso
- Adam Cohen – chitarra classica
- Patrick Leonard – tastiere, organo, piano, basso, percussioni
- Brian Macleod – batteria
- Zac Rae – chitarre, mandolino, tastiere, piano, percussioni

## Classifiche
| Classifica (2016) | Posizione massima |
| ----------------- | ----------------- |
| Australia         | 2                 |
| Austria           | 1                 |
| Belgio (Fiandre)  | 1                 |
| Belgio (Vallonia) | 1                 |
| Canada            | 1                 |
| Danimarca         | 1                 |
| Finlandia         | 7                 |
| Francia           | 3                 |
| Germania          | 2                 |
| Italia            | 8                 |
| Norvegia          | 1                 |
| Nuova Zelanda     | 1                 |
| Paesi Bassi       | 1                 |
| Portogallo        | 1                 |
| Regno Unito       | 4                 |
| Spagna            | 3                 |
| Stati Uniti       | 7                 |
| Svezia            | 1                 |
| Svizzera          | 2                 |